# Henniez (gmina)
Henniez – miejscowość i gmina (commune) w zachodniej Szwajcarii, w kantonie Vaud, w okręgu (district) Broye-Vully. Leży nad rzeką Broye.

## Demografia
W Henniez mieszkają 402 osoby. W 2021 roku 20,1% populacji gminy stanowiły osoby urodzone poza Szwajcarią. 

## Transport
Przez teren gminy przebiega droga główna nr 1. 